# Asa Biggs

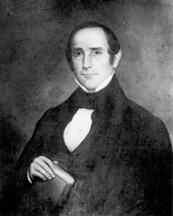
Asa Biggs

Asa Biggs, född 4 februari 1811 i Williamston, North Carolina, död 6 mars 1878 i Norfolk, Virginia, var en amerikansk demokratisk politiker och jurist. Han representerade delstaten North Carolina i båda kamrarna av USA:s kongress, först i representanthuset 1845–1847 och sedan i senaten 1855–1858.
Biggs studerade juridik och inledde 1831 sin karriär som advokat i Williamston. Han var delegat till North Carolinas konstitutionskonvent år 1835. Han blev invald i representanthuset i kongressvalet 1844. Han ställde 1846 utan framgång upp för omval efter en mandatperiod i representanthuset.
Biggs efterträdde 1855 George Edmund Badger som senator för North Carolina. Han avgick 1858 och efterträddes av Thomas Lanier Clingman. Biggs tjänstgjorde som domare i en federal domstol 1858–1861. Han fortsatte sedan sin karriär som domare i Amerikas konfedererade stater fram till slutet av amerikanska inbördeskriget. Efter kriget arbetade han igen som advokat. Han flyttade 1869 till Virginia. Han gravsattes på Elmwood Cemetery i Norfolk. Självbiografin Autobiography of Asa Biggs utgavs postumt år 1915.